# Tunisair Express
Tunisair Express (Francés: Société des Lignes Intérieures et Internationales, Árabe: الخطوط التونسية السريعة) es una aerolínea con sede en Túnez, Túnez, que fue fundada el 1 de agosto de 1991. Anteriormente conocida como Tuninter (Árabe: الخطوط الدولية) y SevenAir (Árabe: طيران السابع), su empresa matriz es la aerolínea nacional Tunisair. Opera a destinos dentro de Túnez, así como a Italia, Francia y Malta.

## Historia

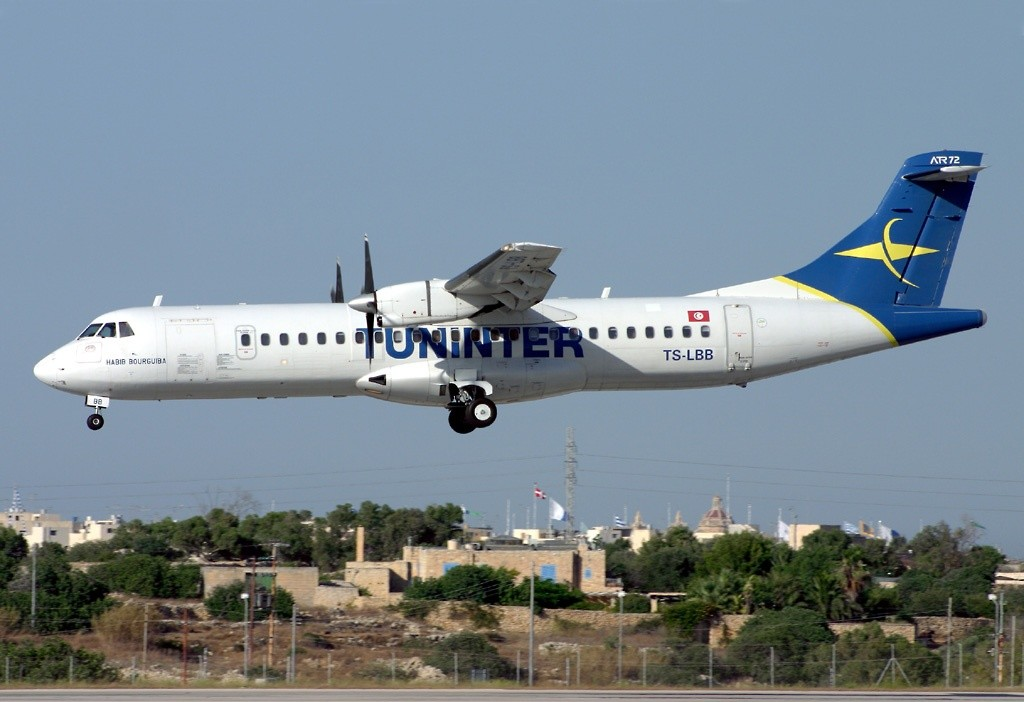
ATR 72-202 de Tuninter en 2004. El avión de la foto se estrellaría posteriormente como Vuelo 1153 al año siguiente

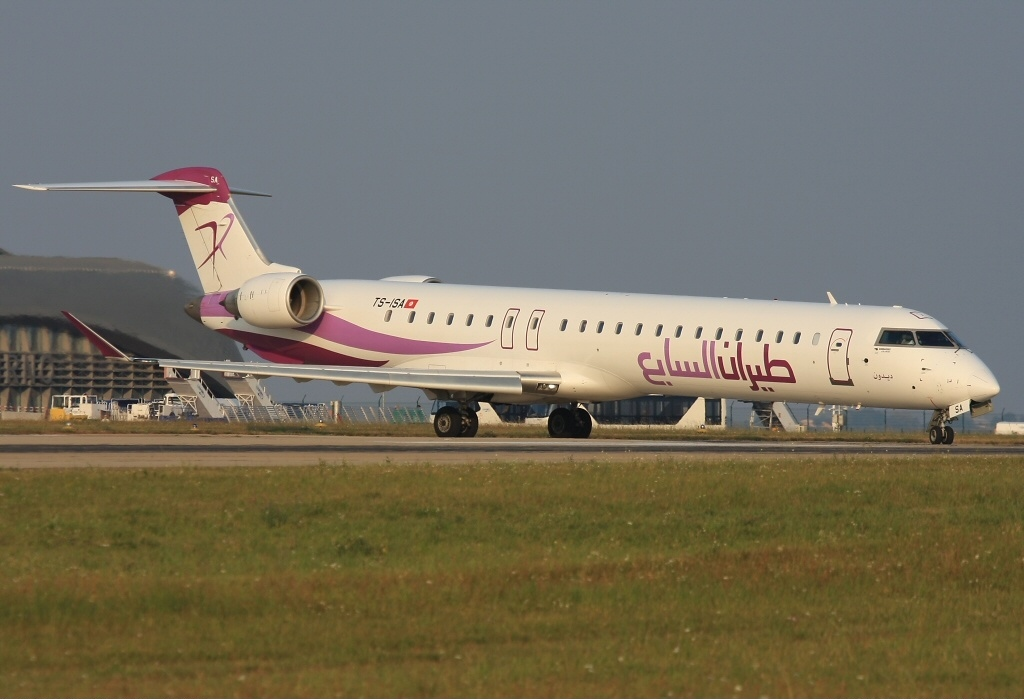
Bombardier CRJ-900 de Sevenair en 2009

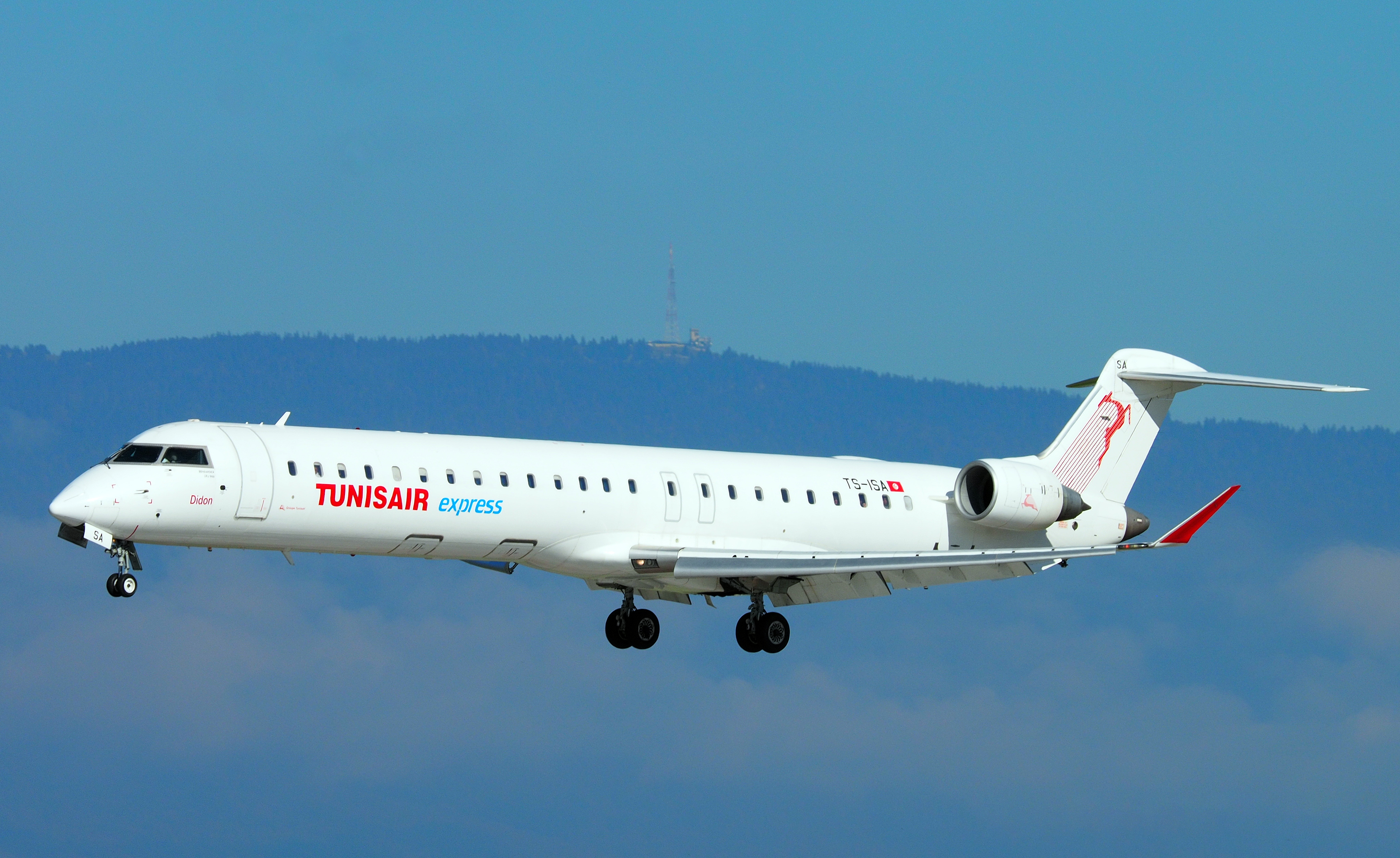
CRJ-900 de Tunisair Express en 2014

Desde su fundación en 1990 hasta 2000, Tunisair Express fue conocida como Tuninter y llevaba el nombre árabe de "Aerolínea Nacional" (الخطوط الداخلية).  Inicialmente limitada a rutas nacionales, Tuninter obtuvo permiso para iniciar operaciones internacionales en 2000. El 7 de julio de 2007 (7/7/7), la aerolínea pasó a llamarse "SevenAir" (Compagnie Aérienne Sevenair Tunisie, طيران السابع).  SevenAir era propiedad de un familiar de la esposa del entonces presidente de Túnez, Zine El-Abidine Ben Ali, y pasó a llamarse TunisAir Express tras la salida de Ben Ali de Túnez el 14 de enero de 2011. Tunisair Express transportó un total de seis millones de pasajeros entre 1992 y 2008, con 300.000 pasajeros en 2008.[cita requerida]
En diciembre de 2015, se anunció la fusión de Tunisair Express con Tunisair. En el futuro próximo, para lograr una mayor rentabilidad.
Montacer Bnouni fue nombrado director general de Tunisair Express en junio de 2024.

## Destinos
A partir de noviembre de 2024, Tunisair Express opera vuelos regulares de pasajeros a los siguientes destinos: 

## Flota
A partir de noviembre de 2024, la flota de Tunisair Express consta de las siguientes aeronaves:
| Aeronaves  | En servicio | Pedidos | Pasajeros | Notas |
| ---------- | ----------- | ------- | --------- | ----- |
| ATR 72-600 | 2           | —       | 72        |       |
| Total      | 2           |         |           |       |

## Accidentes e incidentes
- 6 de agosto de 2005: Vuelo 1153 de Tuninter — durante un vuelo desde la ciudad italiana de Bari a la isla de Yerba en Túnez, un ATR 72 de Tuninter sufrió un agotamiento de combustible y se vio obligado a realizar un aterrizaje de emergencia en el mar Mediterráneo, a 29 kilómetros de Palermo, Sicilia. La aeronave transportaba 39 pasajeros y tripulantes, 16 de los cuales fallecieron. Las autoridades del Aeropuerto de Bari informaron que la mayoría de los pasajeros eran turistas italianos. El avión había sido equipado recientemente con un indicador de combustible incorrecto, diseñado para ser instalado únicamente en una versión más pequeña de este avión: el ATR 42. Por lo tanto, la tripulación no pudo detectar que el avión se estaba quedando sin combustible.  A la aerolínea se le prohibió volar a Italia durante casi dos años.[6]